# Heimo Pfeifenberger
Heimo Pfeifenberger (n. Zederhaus, Austria, 29 de diciembre de 1966) es un exfutbolista y actual entrenador austriaco, que jugaba de mediocampista y militó en diversos clubes de Austria y Alemania.

## Selección nacional

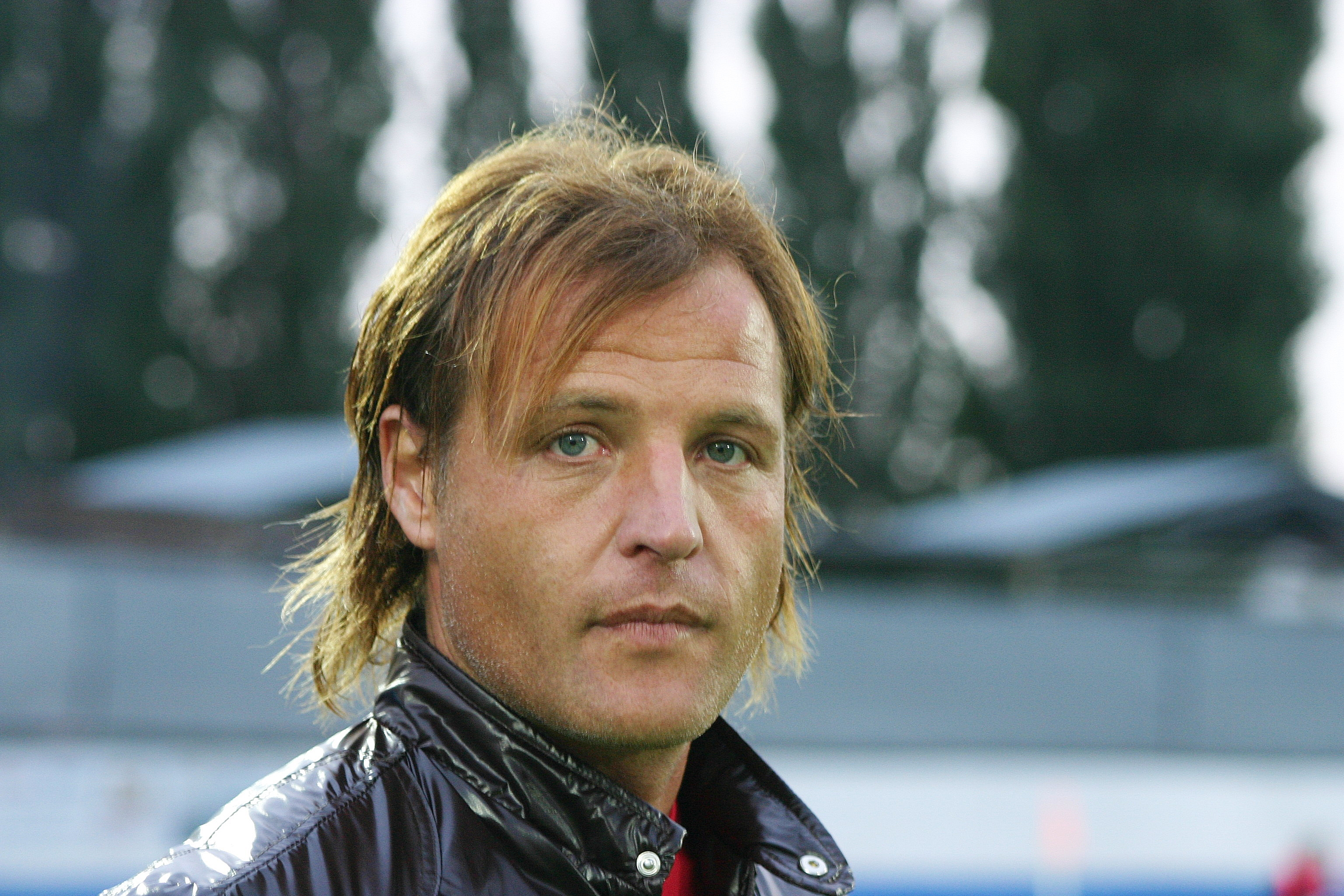
Heimo Pfeifenberger en su primera etapa como entrenador del SV Grödig, equipo en el que terminó su carrera de jugador.

Con la Selección de fútbol de Austria, disputó 40 partidos internacionales y anotó solo 9 goles. Incluso participó con la selección austriaca, en 2 ediciones de la Copa Mundial. La primera fue en Italia 1990 y la segunda fue en Francia 1998. donde su selección quedó eliminado, en la primera fase de ambos mundiales.

### Participaciones en Copas del Mundo
| Mundial                        | Sede    | Resultado    |
| ------------------------------ | ------- | ------------ |
| Copa Mundial de Fútbol de 1990 | Italia  | Primera Fase |
| Copa Mundial de Fútbol de 1998 | Francia | Primera Fase |

## Clubes

### Como jugador
| Club                  | País     | Año       |
| --------------------- | -------- | --------- |
| SV Austria Salzburg   | Austria  | 1987-1988 |
| Rapid Wien            | Austria  | 1988-1992 |
| SV Wüstenrot Salzburg | Austria  | 1992-1996 |
| Werder Bremen         | Alemania | 1996-1998 |
| SV Austria Salzburg   | Austria  | 1998-2006 |
| SV Seekirchen 1945    | Austria  | 2007      |
| SV Grödig             | Austria  | 2007      |

### Como entrenador
| Club                            | País     | Año       |
| ------------------------------- | -------- | --------- |
| Red Bull Salzburg (cantera)     | Austria  | 2005-2007 |
| SV Grödig                       | Austria  | 2007-2009 |
| Austria Sub-21 (2.º entrenador) | Austria  | 2009-2010 |
| SPG Axams-Götzens               | Austria  | 2010      |
| SV Grödig                       | Austria  | 2010-2012 |
| SC Wiener Neustadt              | Austria  | 2012-2014 |
| Wolfsberger AC                  | Austria  | 2015-2018 |
| FK Sūduva                       | Lituania | 2020      |
| SV Grödig                       | Austria  | 2020-2021 |

## Palmarés

### Como jugador
- Bundesliga (Austria): 1993/94, 1994/95

### Distinciones individuales
- Máximo goleador: 1993/94